# Сао Себастиао (Алагоас)
Сао Себастиао е град — община в централната част на бразилския щат Алагоас. Намира се в статистико-икономическия мезорегион Агрести Алагоану. Населението на общината е 32 007 души, а територията ѝ е 305,746 кв. км. Съседни на Сао Себастиао са общините Арапирака, Игрежа Нова, Теотонио Вилела, Фейра Гранди, Жункейру, Пенеду, Порту Реал ду Колежиу и Корурипи.